# Комплекс з виробництва добрив у Сікка
Комплекс з виробництва добрив у Сікка – підприємство індійської хімічної промисловості, споруджене на заході штату Гуджарат.
Проект, що мав за мету передусім забезпечити індійських фермерів фосфорними добривами, реалізувала державна (належить штату Гуджарат) компанія Gujarat State Fertiliser and Chemical (GSFC). Завод почав роботу в 1986 році із двома виробничими лініями річною потужністю по 326 тисяч тон гідрофосфату амонію на рік. В 2022-му майданчику підсилили третьою лінією з річною продуктивністю 396 тисяч тон.
З 2001-го завод окрім гідрофосфату амонію може випускати сульфат фосфат амонію. Також в якийсь момент на майданчику організували продукування комплексної суміші NPK (азот, фосфор, калій).
Оскільки Індія не має власних запасів фосфатних руд, завод у Сікка імпортує комерційну фофсорну кислоту, зазвичай з Морокко, Тунісу та Південної Африки. В 2022-му GSFC з метою забезпечити сталі поставки сировини придбала частку у 15% в компанії Tunisian Indian Fertilizers (TIFERT), що дає можливість розраховувати на отримання 180 тисяч тон фосфорної кислоти на рік (за ринковою ціною). Іншою важливою сировиною є аміак, який також імпортується, зазвичай з Бахрейну, Катару та Саудівської Аравії. Залежність від імпорту основної сировини може негативно впливати на діяльність заводу, наприклад, в 2022-му через суттєвє зростання світових цін комплекс не працював щонайменше кілька місяців.
Необхідна для виробничого процесу сульфатна кислота надходить від іншого заводу  GSFC або придбавається на місцевому ринку. 
Поставки фосфорної кислоти та аміаку відбуваються через власний причал заводу, який винесений на 4 км у затоку Кач та забезпечує максимальну глибину 8 метрів. Від нього прокладено три трубопроводи довжиною по 10 км – один діаметром 200 мм для перекачування фосфорної кислоти та два діаметром по 100 мм для доставки аміаку. Зберігання сировини забезпечують 5 резервуарів ємністю по 10 тисяч – три для фосфорної кислоти та два для аміаку.